# EMO (fiera)
L'EMO, inizialmente EEMU, è una fiera internazionale dedicata alla lavorazione dei metalli. Viene considera la fiera più importante del mondo del settore. Promossa da CECIMO (associazione europea dell'industria di macchine utensili), la mostra è carattere biennale e alternativamente ospitata da Germania, (ad Hannover  con 2 edizioni successive), ed Italia, (a Milano con edizione singola).
Espongono produttori di macchine utensili, robot, automazione, tecnologie ausiliarie, digital e additive manufacturing e tecnologie abilitanti. 
È una vetrina delle più avanzate produzioni internazionali, richiamando operatori dei principali settori utilizzatori di sistemi per la lavorazione dei metalli: dall'automotive, all'aerospace, all'elettrodomestico alla meccanica generale, dall'energia al biomedicale.
In Italia viene organizzata dalle strutture operative di UCIMU (associazione italiana dei costruttori di macchine utensili, robot e automazione) presso la Fieramilano Rho mentre ad Hannover si svolge presso la Fiera di Hannover.

## Storia
Il CECIMO, (Comitato Europeo di Cooperazione tra Industrie della Macchina Utensile), organizzò nel 1951 la prima EEMO (Exposition Européenne de Machines-Outils), la più importante fiera internazionale di macchine utensili dell'epoca.
Successivamente, nel 1954, fu affidata ad UCIMU l'organizzazione della quarta edizione di EEMO con sede Milano. Il capoluogo lombardo si sarebbe impegnato per l'occasione nel rinnovamento delle strutture espositive del quartiere fieristico cittadino che avrebbe dovuto ospitare un evento così importante a livello internazionale. Nel 1963 EEMO tornò in Italia per l'ottava edizione.
Nel 1971, la dodicesima edizione dell'Esposizione Europea della Macchina Utensile, chiamata EEMU, riapprodava a Fieramilano. L'edizione concludeva così il terzo ciclo di una serie che ha visto alternarsi Parigi, Hannover, Bruxelles e Milano.
Nel 1975 in occasione dell'edizione di Parigi, la fiera cambiò nome da EEMU a EMO, sigla usata ancora oggi.

### Edizioni EMO
- 1975 Parigi
- 1977 Hannover

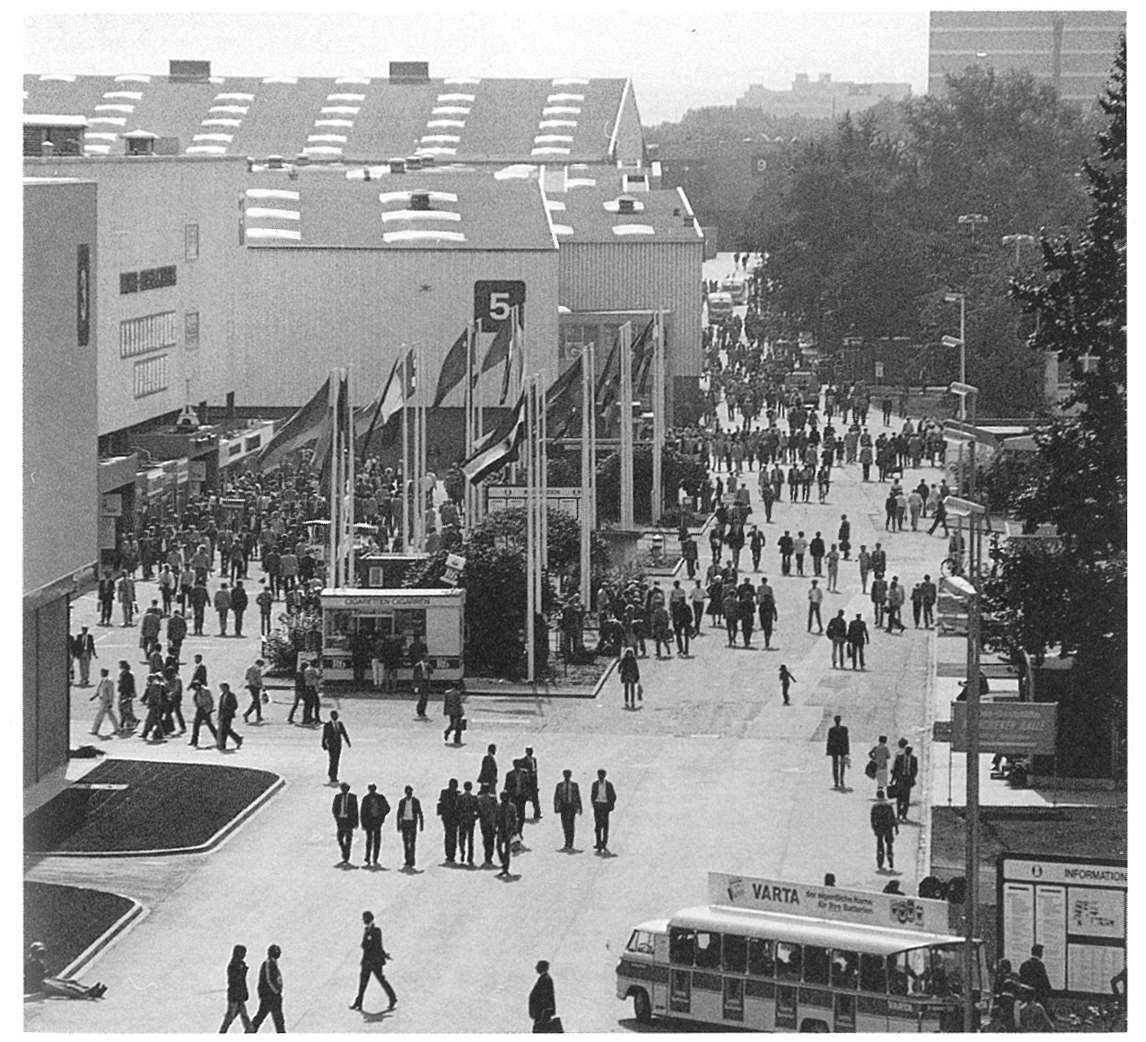
Area esterna nell'edizione del 1981 tenutasi ad Hannover

- 1979 Milano - Con l'acronimo EMO, l'esposizione europea delle macchine utensili a partecipazione mondiale, patrocinata da CECIMO, volgeva alla sua terza edizione, dopo Parigi (1975) e Hannover (1977)
- 1981 Hannover
- 1987 Milano - La settima edizione di EMO, svolta a Milano, fu manifestazione a elevatissima "intensità" tecnologica, registrando 1.650 espositori, provenienti da 40 paesi, rappresentanti il 98% dell'industria mondiale della macchina utensile
- 1991 Parigi - La nona edizione di EMO
- 1995 Milano - Dopo la durissima crisi dei primi anni '90, l'undicesima EMO, si proponeva come vetrina internazionale di innovazione, dando vita a quello che si potrebbe definire "mercato della ripresa"
- 2003 Milano - Questa edizione aveva l'obiettivo di presentare soluzioni mirate a soddisfare le esigenze, connesse con la globalizzazione del mercato e con la conseguente internazionalizzazione dell'organizzazione aziendale, che pongono l'apparato industriale di dotarsi di misure agili caratterizzate da flessibilità e configurabilità sempre più spinte
- 2005 e 2007 Hannover

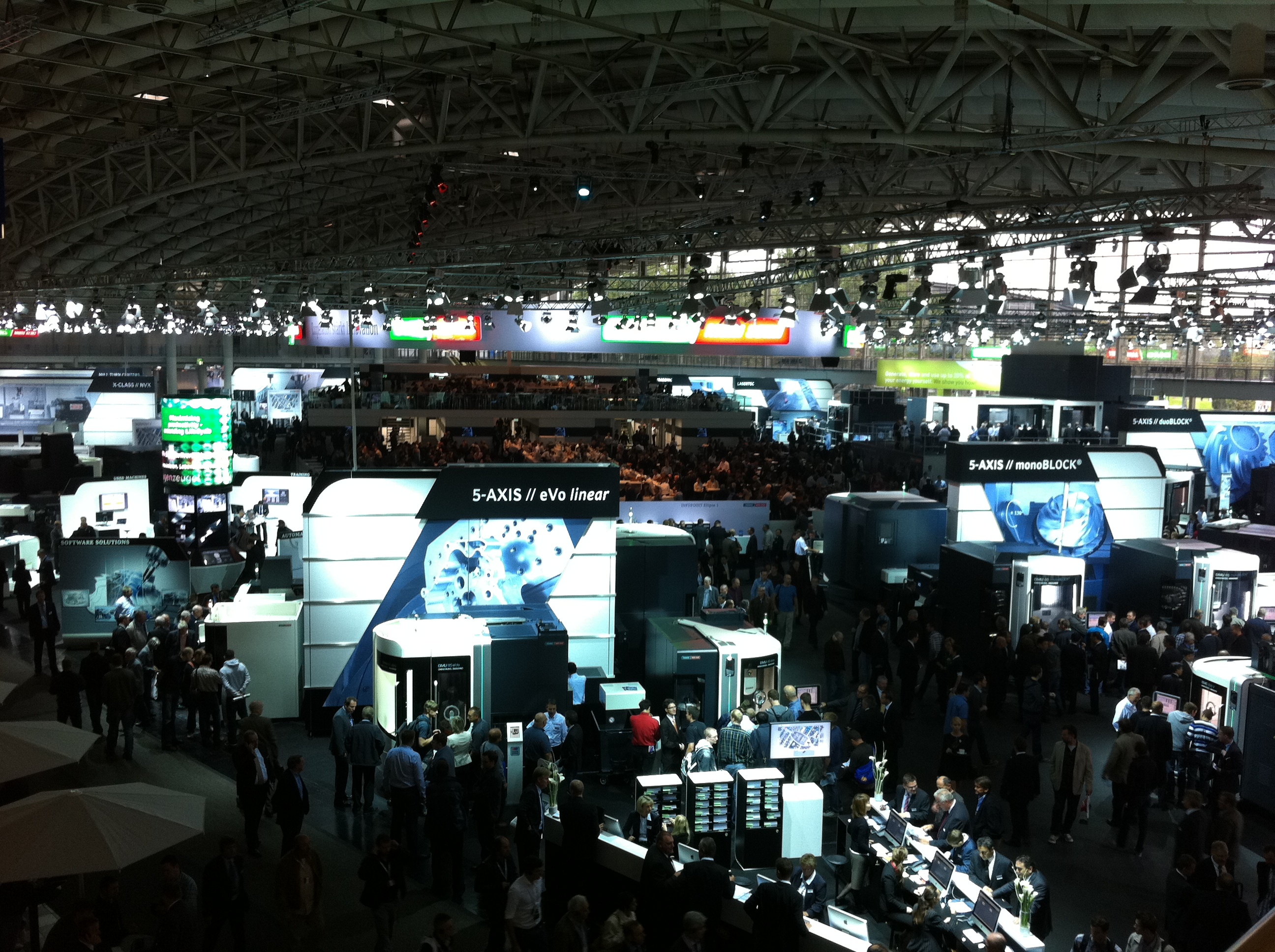
Vista del padiglione 2 durante l'edizione del 2011 tenutasi ad Hannover

- 2009 Milano - Presentava la più avanzata offerta settoriale: macchine e sistemi fondati sulla modularità funzionale, adeguabili alle variazioni di produzione molto più facilmente delle classiche unità di lavorazione e sistemi produttivi che incidono su paradigmi tecnologici come la multifunzionalità, simulazione di processi, adeguamento norme di sicurezza e sostenibilità ambientale
- 2011 e 2013 - Hannover
- 2015 Milano - In concomitanza con Expo Milano 2015 e in scia all'avvento della quarta rivoluzione industriale 4.0, l'edizione di EMO MILANO 2015 ha registrato numeri da record: una superficie espositiva totale di 120.000 metri quadrati, 1.600 imprese e 155.362 visite da 120 paesi (stranieri pari al 51%)
- 2017 e 2019 - Hannover
- 2021 Milano - Malgrado l'emergenza Covid l'edizione 2021 in origine prevista a maggio si è svolta regolarmente nei primi giorni di ottobre ed ha visto circa 60.000 presenze con 700 espositori con uno spazio occupato di 100.000 mq in 6 padiglioni.[4]